# امتركات (كلدمان)
امتركات هي إحدى مشيخات المملكة المغربية، تتبع جغرافيا لإقليم تازة وإداريًا لكلدمان. يقدر عدد سكانها بـ 5059 نسمة حسب الإحصاء الرسمي للسكان والسكنى لسنة 2004.